# Caribou (musikalbum)
Caribou är ett musikalbum av Elton John. Albumet släpptes i juni 1974 och spelades in på Caribou Ranch i Colorado, USA, vilket refereras i albumtiteln. Från albumet släpptes två singlar "The Bitch Is Back", vilken har kommit att bli en av Elton Johns kändaste hårdrockslåtar, och balladen "Don't Let the Sun Go Down on Me".
Albumet betecknades som ofokuserat i en samtida recension i tidningen Rolling Stone. Även en senare recension på Allmusic beskriver skivan som en "besvikelse", trots enskilda bra låtar. Robert Christgau var mer uppskattande och gav skivan ett högre betyg än den föregående Goodbye Yellow Brick Road. Han pekade senare på nonsenslåten "Solar Prestige a Gammon" som en favorit.

## Låtlista
Alla låtar skrivna av Elton John och Bernie Taupin

### Sida 1
1. "The Bitch Is Back" - 3:44
2. "Pinky" - 3:54
3. "Grimsby" - 3:47
4. "Dixie Lily" - 2:54
5. "Solar Prestige a Gammon" - 2:52
6. "You're So Static" - 4:52

### Sida 2
1. "I've Seen the Saucers" - 4:48
2. "Stinker" - 5:20
3. "Don't Let the Sun Go Down on Me" - 5:36
4. "Ticking" - 7:33

## Listplaceringar
| Lista (1974)   | Position          |
| -------------- | ----------------- |
| Danmark        | 1 (DR "Top 20")   |
| Finland        | 21                |
| Japan          | 2 (Oricon)        |
| Kanada         | 1 (RPM)           |
| Norge          | 6 (VG-lista)      |
| Storbritannien | 1                 |
| Sverige        | 4 (Kvällstoppen)  |
| USA            | 1 (Billboard 200) |
| Västtyskland   | 30                |